# Храм Светог Саве у Блажују
Храм Светог Саве је српска православна црква која се налази на Илиџи. Припада митрополији дабробосанској, посвећена је Светом Сави, а изграђена 1897. године.

## Локација
Храм Светог Саве у Блажују на подручју општине Илиџа налази се у равничарском делу сарајевског поља у Пландишту, локалитету на западном излазу из Сарајева, око 1500 м од реке Босне, односно 1500 м југоисточно од Блажуја.
Простор цркве омеђен је са источне стране магистралним путем Илиџа-Блажуј, а са западне улицом Пландиште. Црква се налази на терену који је на око 490 м надморске висине. Оријентисана је у правцу исток-запад.

## Опис цркве
Основа објекта цркве има облик слободног грчког крста. Изнад централног дела цркве налази се купола, унутрашњи дијаметар куполе је 7,3 м, зидови тамбура куполе су дебљине 75 цм, а висина тамбура око 2,6 м. Црква је подељена на припрате чији простор има дубину од 4, а ширину од 6,7 метара. Простор наоса је димензија 6,7 х 16,3 м, олтарски простор је такође правоугаоног облика димензија 4 х 6,7 м са проскомиђијом, ђакониконом, часном трпезом и апсидом, као и простором за хор на галерији димензија 4 х 6,7 м, преко које се може дођи степеницама до црквеног звоника. Наос је од олтарског простора одвојеним дрвеним иконостасом.
Дрвено храстово степениште налази се у јужном делу припате и преко њих приступа се галеријској етажи која је исте дубине као и припрата. Са галерије је могуће ући на прву етажу црквеног звоника, где се налазе три звона. Подови припрате молитвеног и олтарског простора приземља су од камених плоча, а хорске галерије и подница звоника од дрвета. Носиви зидови цркве дебљине су 105 цм, неносиви 60 цм, а зидани су печеном циглом и малтетисани са спољашње стране, као и зидови црквеног звоника.
Прозорски отвори за осветљавање унтрашњег простора цркве имају полукружне завршетке, а продори свих прозорских отвора имају коничне форме због бољег осветљења. У тамбури куполе има дванаест прозора димензија 90 х 220 цм. Црква има два улаза, главни је у осовини западне фасаде, а помоћни са северне стране, а на оба се налазе врата од храста. Црква је осликана у неовизантијском стилу, док је фасада цркве рашчлањена лизенама које се завршавају аркандим фризовима што је одлика рашке архитектуре. Плитке профилације су хоризонталним венцима рашчлањене по вертикали. Црква је дужине 4,3 + 18,6 + 2,6 м, а ширине 17, 8 м.
Црквено двориште садржи ограду од челичних цевастих профила који су постављени на бетонском темељном зиду. На северном делу дворишта уз ограду налази се мали помоћни објекат од чврстог материјала, где су смештени санитарни чвор и помоћне просторије. Прилаз цркви је осветљен и уређен, као и поплочан. На североисточном делу дворишта налазе се три гробна места, где су сахрањени протејереј Васиљ Ћ. Тунгуз (1913—1971) и Симић, а десно од улазних врата у двориште у западном делу налазе се још две гробнице. Ријеч је о невиним српским жртвама из два свијетска рата. У првој гробници сахрањено је 14 парохијана стрељаних 1914. године, од стране аустроугарске војске, док је у другој сахрањено њих 26, стрељаних од стране усташа, 1941. године.
Комисија за очување националних споменика БиХ на седници одржаној од 3. до 9. маја 2005. године, донела је одлуку да се градитељска целина Храм Светог Саве у Блажују заједно са гробљем прогласи националним спомеником Босне и Херцеговине.

## Историјат
Из записа који је направљен 1. децембра 1893. у Сарајеву, а који су потписали председник Дамјан Рашета и канцелар Џејкоб Рејч, председник Српске православне црквене општине у Блажују, парох Стево Трифковић, чланови Црквене општине Јово Шпирић, Јово Гргић, Ачум Кешељ, Ристо Митрић и кнезови-представници појединих махала Ристо Мркаја, Недељко Лемез, Јово Шоја, Мићо Јокић, Васиљ Пејић, Никола Карабатак, Лазо Човић, Илија Грабовац, Милош Тоља, Стеван Дурсум и Стево Човић, сазнаје се да се расправљало о проблематици изградње цркве у Блажују, као и да су кнезови махала изразили спремност локалног становништва да учествује као радна снага у изградњи цркве. Прилог у изградњи цркве дао је Георгије Николавијевић у износу од 4000 форинти, као и Добротворно словенско друштво из Петровграда, које је 1897. године послало 3000 рубаља. У књизи за приходе и расходе Српске црквене општине Блажуј, која је сачињена 21. јула 1894. године сазнаје се да се за цркву скупљао новац, а према запису прикупљене су 2382,83 форинте за изградњу цркве, док је укупан збир расхода био 2381,39 форинти. Током посете на Велики петак и Васкрс 1925. године, прилог цркви дали су Александар I Карађорђевић и Марија Карађорђевић.
у Архиви Босне и Херцеговине у Сарајеву пронађен је трошковник, урађен у децембру 1892. године у Сарајеву који је потписао Малишевић. У трошковнику стоји да је укупан износ потрошен за изградњу цркве био 24.957,15 форинти. Купопродајни уговор земљишта за храм датира из 8. априла 1897. године, а подаци из земљишног исхода који је издат 25. маја 1898. године документују датум укњижења земљишта у корист Српске православне општине у Блажују. У шематизму митрополије дабробосанске наводи се да је на Петровдан 1896. године положен камен темељац за цркву, а да је 21. септембра 1897. године по старом календару, храм освештан од стране митрополита дабробосанског Николаја Мандића. Дана 8. фебруара 1896. године преминуо је Георгије Николајевић, тадашњи дабробосански митрополит и по његовој жељи сахрањен је у блажујској цркви 1898. године. Црква је направљена према пројекту Августа Буча, који је такође пројектовао пијацу Маркале у Сарајеву и неколико вила у алеји на Илиџи.
Покретно наслеђе храма представља иконостас који је израђен током двадесетих година 20. века, а његов аутор је непознат.
Током Првог светског рата аустријска војска однела је три звона са блажујске цркве, а приликом обнове 1922. године купљена су нова звона, највеће тешко 386,5 кг, средње од 268,5 кг и треће тежине 99 кг. Звона је освештао митрополит дабробосански Петар Зимоњић, у недељу на Крстовдан 15/28. септембра 1924. године. Споменици и заједничке гробнице стрељаних Срба из два светска рата 1916 и 1941. године налазе се у порти цркве. Сведоче о страдању православног народа од стране окупатора и њихових слугу. Црква и парохијски дом претрпели су знатна оштећења током рата у Босни и Херцеговини 1992. године, када су гранатирани. Храм је обновљен заслугом пароха Зорана Јеринића, а освештао га је митрополит дабробосански Николај Мрђа, 10. октобра 1999. године.
Храм је више пута био мета вандала, оскрнављен графитима, лупана су прозорска стакла, разваљивана врата, гробнице и споменици упокојених парохијана. Обијен је у јануару 2020. године, а у ноћи између 26. и 27. јула 2020. године, обијена су врата храма, украден је свети путир, кашичица, копље, звездица, посуда за топлоту, два чирака, шест кандила и постоље за крст. Чаше од кандила су разбијене, свештене одежде су бачене на под, а причињена је велика материјална штета.